# 감귤연구소
감귤연구센터(Citrus Research Center)은 대한민국 농촌진흥청의 소속기관이다. 2023년 12월 19일 발족하였으며, 제주특별자치도 서귀포시 남원읍 하례광장로 107에 위치하고 있다. 센터장은 서기관·기술서기관 또는 농업연구관으로 보한다.

## 연혁
- 1991년 11월 15일: 과수연구소 소속으로 제주감귤연구소 설치.[2]
- 1994년 12월 23일: 원예연구소로 소속으로 변경.[3]
- 1999년 5월 24일: 제주농업시험장 소속으로 변경.[4]
- 2002년 3월 2일: 제주농업시험장의 하부조직인 감귤과로 개편.[5]
- 2004년 1월 9일: 난지농업연구소 소속으로 변경.[6]
- 2007년 6월 28일: 감귤과 폐지.[7]
- 2008년 10월 8일: 국립원예특작과학원 소속으로 감귤시험장 설치.[8]
- 2015년 1월 6일: 감귤연구소로 개편.[9]
- 2023년 12월 19일: 국립원예특작과학원 원예작물부 감귤연구센터로 개편.

## 사건·사고 및 논란

### 김용호 연구관 세계인명사전 등재 및 세계100대 과학자 선정
2009년 11월 10일 농촌진흥청 감귤시험장 김용호 연구관이 기후온난화 대응 고품질 감귤 생산 개발 분야에서 탁월한 연구 성과를 인정받아 세계 3대 인명사전 중 하나인 미국에서 발행하는 2010년 세계적 인명사전 마르퀴스 후즈 후 (Marquis Who‘s Who in the world 2010)에 등재된다고 밝혔다. 김 연구관은 기후온난화에 대응해 다공질 반사필름 멀칭에 의해 감귤나무 아래 반사광이 증가하여 광합성 작용이 증대되고, 당도가 높아지는 기술을 개발했다.
한편, 마르퀴스 후즈 후는 1899년에 창간, 100년이 넘는 역사와 세계 215개국을 대상으로 정치, 경제, 사회, 예술, 의학, 과학 등 각 분야 저명인사와 탁월한 리더를 선정, 업적과 프로필 등 이력을 소개하는 세계 3대 인명사전 중 하나이다.
2010년 12월 31일 농촌진흥청 감귤시험장은 김용호 박사가 기후온난화 대응 고품질 감귤생산 개발 분야에서 탁월한 연구 성과를 인정받아 영국 캠브리즈 국제인명센터(IBC)에서 '2010년 세계 100대 과학자'로 선정됐다고 밝혔다. 김 박사는 기후온난화에 대응해 다공질 반사필름 멀칭에 의해 감귤나무 아래 반사광이 증가함에 따라 광합성 작용이 증대되고, 당도가 높아지는 기술을 개발했다. 이로 인해 김 박사는 IBC내 아시아 담당 사무부총장으로 위촉돼 국제회의를 주재하거나 아시아 유명과학자 추천권을 갖게 됐다.
한편 영국 캠브리즈 국제인명센터(IBC;International Biographical Center)는 세계 3대 인명사전 등재기관 중 하나로 분야별, 연도별 인명사전을 출간하고 있는 가운데 현재 출간된 212권의 인명사전에는 약 100만명의 인명정보를 보유하고 있다.
이에 대해 김용호 박사는 "농업 R&D 보급 선진화 방안의 일환으로 세계적인 인명사전 등재 및 유명 학술지 게재 등 글로벌 트렌드 변화에 적극적으로 대응해 세계일류 농업강국을 달성하고자 더욱 더 노력하겠다"고 말했다,